# Aunou-sur-Orne
 Aunou-sur-Orne  es una población y comuna francesa, situada en la región de Baja Normandía, departamento de Orne, en el distrito de Alençon y cantón de Sées.

## Demografía
| 315 | 273 | 227 | 207 | 257 | 255 |
| Para los censos de 1962 a 1999 la población legal corresponde a la población sin duplicidades (Fuente: INSEE [Consultar]) |     |     |     |     |     |